# Distribuzione (figura retorica)
La distribuzione (dal latino distributĭo-ōnis) è una figura retorica costituita da un tipo di enumerazione in cui i termini elencati sono distanziati fra loro da complementi, apposizioni o attributi (mentre nell'enumerazione classica sono a contatto).
Nella realtà non esiste una distinzione netta tra le due figure, che si trovano spesso mescolate tra loro.
Esempio:
(Umberto Eco, Il nome della rosa)
La tecnica della distribuzione può essere usata anche nella retorica musicale, ad esempio in Carl Philipp Emanuel Bach.